# Eckhard Leue
Eckhard Leue (* 20. März 1958 in Magdeburg) ist ein ehemaliger deutscher Kanute und derzeitiger Kanutrainer. Er war Gewinner der Bronzemedaille bei den Olympischen Sommerspielen 1980.

## Leben
Leue widmete sich bereits als Jugendlicher bei der BSG Motor Magdeburg Südost dem Kanurennsport. Er wurde zum SC Magdeburg delegiert und fuhr viele Siege im Einer-Canadier ein. Seine Leidenschaft zu diesem Sport wurde ihm durch seine ebenfalls sehr erfolgreich paddelnden Eltern Sigrid und Rolf Leue in die Wiege gelegt. 1980 gewann er bei den Olympischen Spielen in Moskau die Bronzemedaille.
Seit 2000 ist er Kanutrainer beim Sportclub Magdeburg. Seine Schützlinge, darunter seine zum deutschen Nationalkader gehörenden Kinder Friederike Leue und Erik Leue, fuhren mehr als zwei Dutzend Deutsche Meistertitel ein. International errangen sie Junioren-EM-, -WM- und U23-Titel und -Medaillen. Er arbeitet auch als Bundeshonorartrainer der U23-Auswahl.
Am 28. August 2018 durfte er sich als Trainer in das Goldene Buch der Stadt Magdeburg eintragen.